# Sondre
Sondre  è un nome proprio di persona norvegese maschile.

## Origine e diffusione
Continua il nome norreno Sundri, dall'etimologia incerta. Potrebbe essere derivato da sunn, che vuol dire "sud", oppure potrebbe essere un composto di due termini che significano "nuotare" e "pace", "protezione".
Il nome, nativo dell'area del Telemark, si è successivamente diffuso in tutta la Norvegia.

## Onomastico
In quanto nome adespota, ossia privo di santo patrono, l'onomastico viene eventualmente festeggiato il 1º novembre, giorno di Ognissanti.

## Persone

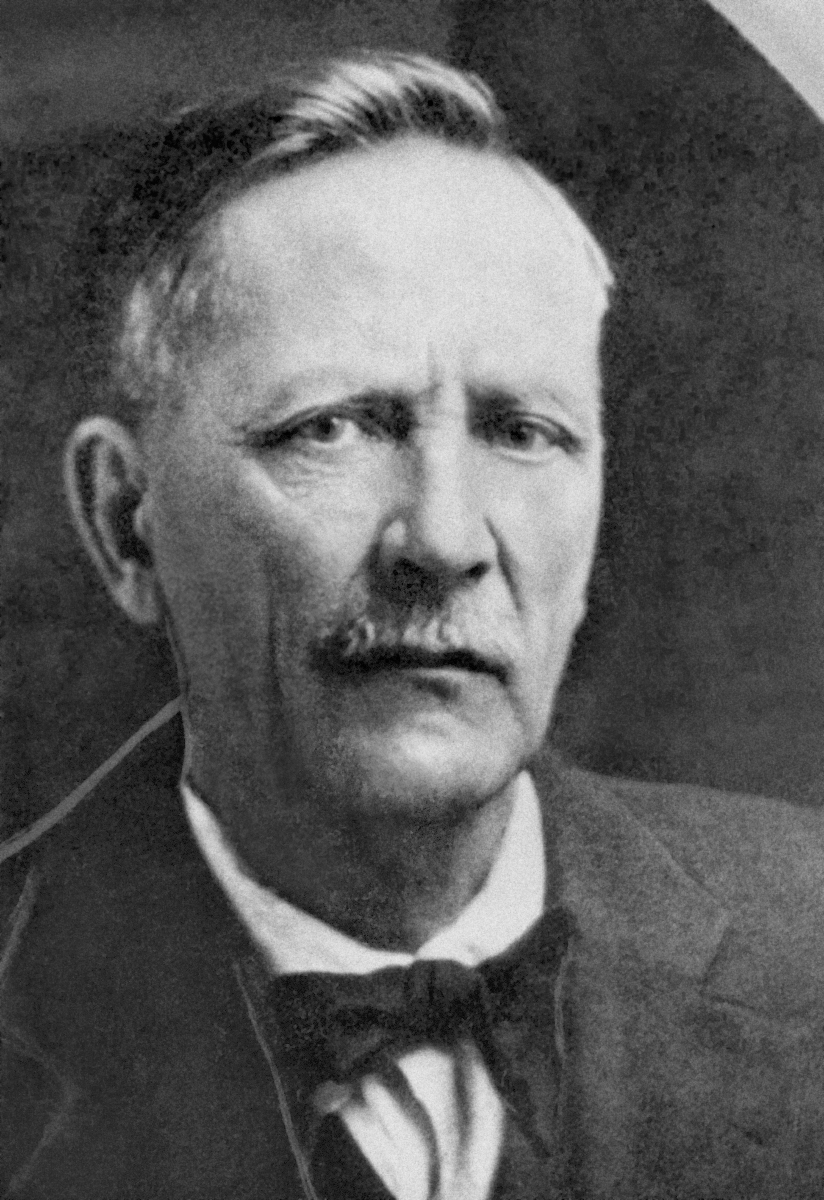
Sondre Norheim

- Sondre Guttormsen, astista norvegese
- Sondre Kåfjord, dirigente sportivo norvegese
- Sondre Laugsand, giocatore di calcio a 5 e calciatore norvegese
- Sondre Lerche, cantautore e musicista norvegese
- Sondre Norheim, sciatore alpino norvegese
- Sondre Rossbach, calciatore norvegese
- Sondre Tronstad, calciatore norvegese